# 梳尾格鬥魚
梳尾格鬥魚，俗名梳尾天堂魚、梳尾天堂鳥，為輻鰭魚綱鱸形目絲足鱸科的其中一種。

## 分布
本魚分布於印度及斯里蘭卡的淡水水域。

## 特徵
本魚體色為金紅色，背鰭與臀鰭向後延伸，尾鰭呈梳子狀，背鰭後端有一深色斑塊。嘴唇薄，身布滿相銀黑邊的鱗片。體長可達18公分。雌魚體色較不鮮豔。

## 生態
本魚棲息於砂石底質，流動緩慢的清澈水域，具領域性，通常獨居，屬肉食性，以昆蟲與生物碎屑為食。

## 經濟利用
為觀賞魚，宜單養，成魚具有攻擊性，在水族箱中，牠會欺負其他魚類，並可能傷害或殺死牠們。牠們幾乎會吃任何提供給牠們的食物，包括蛆、血蟲、片狀、顆粒人工飼料和蔬菜。